# Puberty 2
| Совокупная оценка    | Совокупная оценка |
| Источник             | Оценка            |
| -------------------- | ----------------- |
| Metacritic           | 87/100            |
| Оценки критиков      |                   |
| Источник             | Оценка            |
| AllMusic             | [ 5 ]             |
| The A.V. Club        | A                 |
| Consequence of Sound | A−                |
| Exclaim!             | 9/10              |
| The Guardian         | [ 9 ]             |
| Pitchfork            | 8.5/10            |
| Q                    | [ 11 ]            |
| Rolling Stone        | [ 12 ]            |
| Spin                 | 9/10              |
| Uncut                | 8/10              |

Puberty 2 — четвёртый студийный альбом японо-американской рок-певицы и автора-исполнителя Mitski (Мицуки Мияваки), вышедший 17 июня 2016 года на лейбле Dead Oceans. Пластинка охватывает темы любви, тоски, депрессии, отчуждения и расовой принадлежности. Большинство музыкальных критиков и изданий назвали диск одним из лучших среди всех альбомов, вышедших в мире в 2016 году.

## Об альбоме
В интервью Stereogum по поводу Puberty 2 Mitski заявила, что после прорывного успеха её третьего студийного альбома Bury Me at Makeout Creek она почувствовала себя оторванной от музыки, и что при записи Puberty 2 она «вернулась к своим корням», черпая вдохновение из композиций всех трёх своих предыдущих студийных альбомов. Она также заявила, что в отличие от её предыдущего альбома Bury Me at Makeout Creek, музыка Puberty 2 не будет создаваться с намерением исполняться вживую в похожих вариантах, а вместо этого она создаст новые варианты песен для исполнения вживую. Альбом был полностью записан в ныне не существующей Acme Studios в Уэстчестере, Нью-Йорк, в течение двух недель с продюсером и давним соавтором Патриком Хайландом.
The New York Times описывает музыкальный стиль альбома Puberty 2 как смесь панк-рока и инди-рока.

## Отзывы
Альбом Puberty 2 получил положительные отзывы музыкальных критиков и интернет-изданий, в том числе The Guardian, Consequence of Sound, Rolling Stone, Pitchfork. На сайте Metacritic, который присваивает нормализованный рейтинг из 100 баллов рецензиям основных изданий, альбом получил средний балл 87 на основе 22 рецензий, что означает «всеобщее признание». Критики высоко оценили более сдержанную и нюансированную эмоциональную траекторию альбома, а также его сложные лирические темы, которые включают тоску, любовь, депрессию, отчуждение и расовую идентичность. Лаура Снейпс из NPR прокомментировала утончённость альбома, написав, что Puberty 2 «это удар по полюсам счастья/печали, которые управляют нашей жизнью». Кэти Райф из The A.V. Club сочла его «триумфальным новым шагом в её эволюции».

### Итоговые списки
| Публикация    | Список                                | Год  | Ранг | Ссылка |
| ------------- | ------------------------------------- | ---- | ---- | ------ |
| The A.V. Club | The A.V. Club’s Top 50 Albums of 2016 | 2016 | 8    | [ 18 ] |
| Paste         | The 50 Best Albums of 2016            | 2016 | 5    | [ 19 ] |
| Pitchfork     | The 20 Best Rock Albums of 2016       | 2016 | N/A  | [ 20 ] |
| Pitchfork     | The 50 Best Albums of 2016            | 2016 | 18   | [ 21 ] |
| Rolling Stone | 50 Best Albums of 2016                | 2016 | 23   | [ 22 ] |
| Rough Trade   | Albums of the Year                    | 2016 | 73   | [ 23 ] |
| The Skinny    | Top 50 Albums of 2016                 | 2016 | 15   | [ 24 ] |
| Stereogum     | The 50 Best Albums of 2016            | 2016 | 8    | [ 25 ] |
| Time          | The Top 10 Best Albums                | 2016 | 3    | [ 26 ] |

## Список композиций
Слова и музыка всех песен — Mitski Miyawaki.
| №                   | Название                                 | Длительность |
| ------------------- | ---------------------------------------- | ------------ |
| 1.                  | «Happy»                                  | 3:40         |
| 2.                  | «Dan the Dancer»                         | 2:25         |
| 3.                  | «Once More to See You»                   | 3:01         |
| 4.                  | «Fireworks»                              | 2:37         |
| 5.                  | «Your Best American Girl»                | 3:32         |
| 6.                  | «I Bet on Losing Dogs»                   | 2:50         |
| 7.                  | «My Body's Made of Crushed Little Stars» | 1:56         |
| 8.                  | «Thursday Girl»                          | 3:08         |
| 9.                  | «A Loving Feeling»                       | 1:32         |
| 10.                 | «Crack Baby»                             | 4:52         |
| 11.                 | «A Burning Hill»                         | 1:49         |
| Общая длительность: | Общая длительность:                      | 31:25        |

| №                   | Название                                       | Длительность |
| ------------------- | ---------------------------------------------- | ------------ |
| 12.                 | «Fireproof» (One Direction cover)              | 1:49         |
| 13.                 | «I'm a Fool to Want You» (Frank Sinatra cover) | 3:49         |
| Общая длительность: | Общая длительность:                            | 37:03        |

## Позиции в чартах
| Чарт (2016)                            | Высшая позиция |
| -------------------------------------- | -------------- |
| США (Billboard Top Heatseekers Albums) | 5              |
| США (Billboard Independent Albums)     | 18             |
| США (Billboard Top Rock Albums)        | 32             |
| США (Billboard Top Alternative Albums) | 19             |